# Al-Tabari

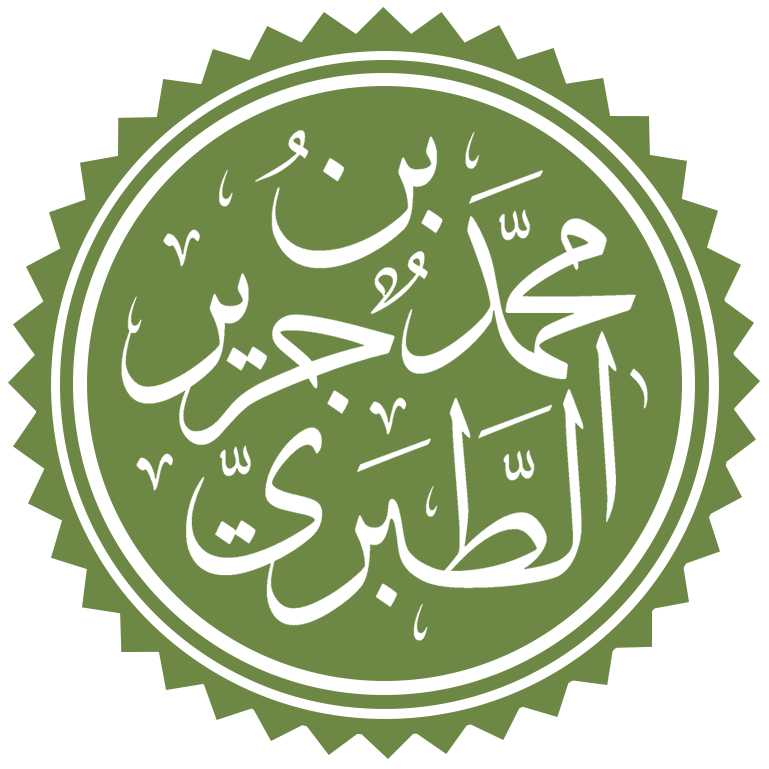
El nombre Al.Tabari en caligrafía árabe

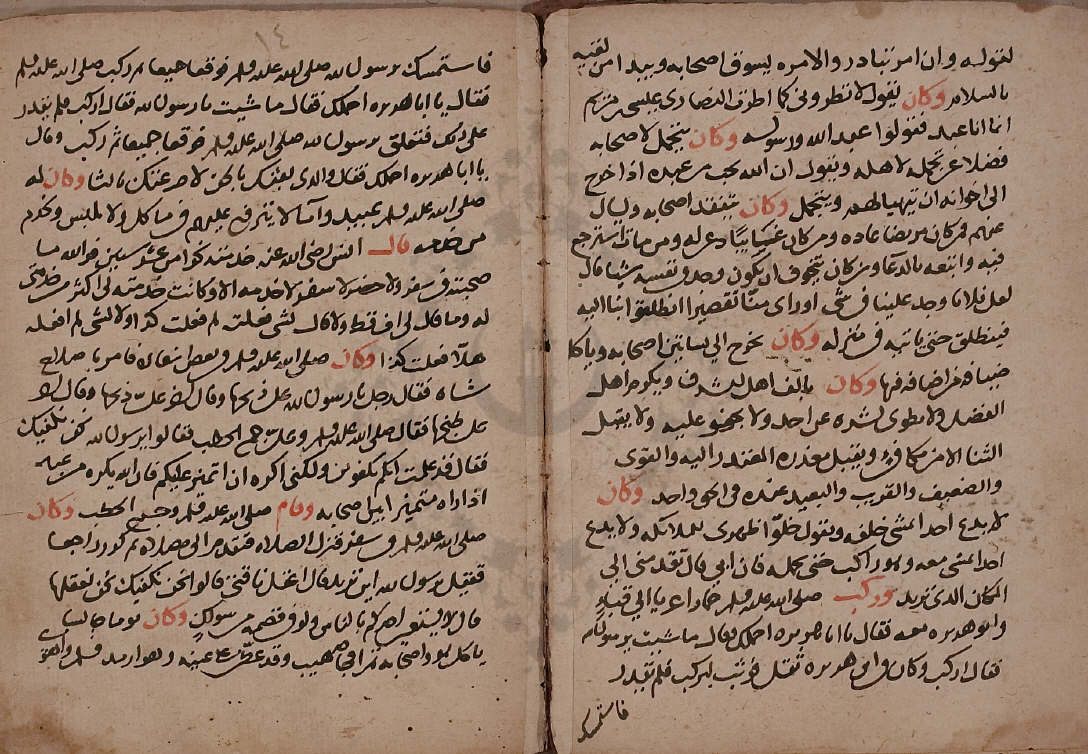
Escrituras hechas por Al-Tabari

Abu Ya'far Muhammad ibn Jarir al-Tabari, más conocido como al-Tabari (en árabe: محمد بن جرير بن يزيد الإمام أبو جعفر الطبري‎) (Tabaristán, 839 - Bagdad, 923) fue un historiador persa, tradicionista musulmán y exégeta del Corán.

## Biografía
Tabari nació en Amol, Tabaristan en el invierno de 838–9. Memorizó el Corán a los siete años, fue un cualificado imán a los ocho, y comenzó a estudiar las tradiciones proféticas a los nueve. Abandonó el hogar para estudiar en 236 de la hégira (850–851 en el calendario occidental) cuando tenía doce.
Primero fue a Rayy, donde permaneció cinco años. Luego viajó a Bagdad para estudiar con Ahmad bin Hanbal, pero este había muerto recientemente. Abandonó Bagdad, probablemente en 242 A.H. (856–7) para viajar por las ciudades del sur: Basora, Kufa y Wasit.
Pasó en Bagdad la mayor parte de su vida, donde rechazó diversos cargos oficiales que le hubiesen quitado tiempo de sus tareas. Tabari siguió la escuela jurídica shafi'i, si bien creó posteriormente su propia escuela, la Naririyya, semejante a la shafi'i y que no perduró mucho tiempo. Su posición frente a los hanbalíes —no reconocía la autoridad de su fundador más que como tradicionista, no como jurista—, especialmente en lo referente al libre albedrío y a la posibilidad de merecer una recompensa por sus obras, le valió la enemistad declarada y activa de éstos, teniendo inclusive que intervenir en alguna ocasión la fuerza pública para protegerle y restablecer el orden; asimismo le acusaron de desviaciones heréticas. 
Sus últimos veinte años los dedicó a viajar a Siria, Palestina y Egipto. Tenía setenta años cuando se publicó su Historia. Murió el 17 de febrero de 923, siendo enterrado en secreto por las autoridades abasíes, que temían la violencia de los seguidores hanbalíes, enemigos de Al-Tabari.

## Obra
No nos han llegado todas las obras de Tabari, e inclusive algunas de las conservadas lo están en estado fragmentario. Los tratados que redactó para justificar y defender la creación de una nueva escuela jurídica se han perdido. En cambio, tenemos su monumental comentario coránico Jāmi` al-bayān `an ta'wīl āy al-Qur'ān, conocido como Tafsir al-Tabari. En esta obra se encuentran reunidos por primera vez gran parte de los numerosos documentos sobre los que se basa la exégesis tradicional. Se trata de una obra clásica, todavía vigente y consultada, en la que se apoyarán todos los comentarios coránicos posteriores, y que es una fuente preciosa para el estudio de las creencias atribuidas a los primitivos musulmanes. Tabari no aceptó la ingente masa de tradiciones proféticas existentes en su época, sino que realizó una crítica de dicho material. Las normas seguidas son, ante todo, de tipo lingüístico -lexicografía y gramática- más que criterios de evidencia histórica o interna; aunque llegue en ocasiones a hablar de las normas jurídicas y dogmáticas que se pueden deducir del Corán, llega a veces a conclusiones de cierta audacia.
Pero la fama de Tabari no procede de sus estudios sobre derecho, exégesis o recitación coránica, lexicografía, gramática y ética, sino de la gran labor histórica que supone la redacción de su monumental Ta'rij al-Rusul wa al-Muluk (Historia de los profetas y los reyes). Se trata de la primera historia universal escrita por un musulmán, de extraordinaria extensión, ya que la edición realizada por De Goeje en Leiden (1879-1901), de 13 tomos, no es más que un resumen de la obra primitiva, que según parece era diez veces mayor. De todas formas, este resumen debe tener múltiples enmiendas y añadidos hechos por otros autores, que utilizaron posteriormente la obra de al-Tabari. El Ta'rij contiene una introducción y la historia de los patriarcas, profetas y monarcas de la Antigüedad, la de los Sasánidas, la del profeta Mahoma y la de los califas ortodoxos, la de los Omeyas y la de parte de la dinastía Abasí. Esta obra adopta la forma de anales a partir de la época musulmana, ordenando los acontecimientos cronológicamente con arreglo a los años de la Hégira. La historia de Tabari no rebasaba el año 915. Esta obra sirvió de fuente a los historiadores posteriores; fue continuada por sus discípulos.